# Watain
Watain é uma banda sueca de Black Metal oriunda de Uppsala que foi formada em 1998. O nome da banda foi retirado de uma música de mesmo título da banda estadunidense de black metal Von. Ainda no mesmo ano de sua formação, Watain lançou a demo Go Fuck Your Jewish God. Depois de um ano, o Watain lançou o EP intitulado The Essence of Black Purity através da Swedish Grimrune Productions, e rapidamente assinou um contrato de dois álbuns com a gravadora francesa Drakkar Productions. Foram lançados os álbuns Rabid Death's Curse (2000) e Casus Luciferi (2003). 
Após assinar com a Season of Mist, o power trio formado por Erik Danielsson (baixo e vocal), Pelle Forsberg (guitarra) e Håkan Jonsson (bateria) lançou em fevereiro de 2007 seu terceiro álbum, Sworn to the Dark. Eles o promoveram numa turnê com  Celtic Frost, Kreator e Legion of the Damned. Em 2008, tocaram como banda principal pela primeira vez na América do Norte com Withered e Book of Black Earth. Eclipse Eternal e Kronosfear juntaram-se a eles em alguns shows.
Em 2010, o Watain lançou um single para a canção "Reaping Death" em dois formatos, picture disc vinyl com um cover da música  "Chains of Death" do Death SS, e em CD digisleeve com um cover de "The Return of Darkness and Evil" do Bathory. Na sequência publicaram o discoLawless Darkness em 7 de junho de 2010. Na digressão promocional, chegaram a fazer três shows no Brasil em dezembro do mesmo ano.
Seu quinto álbum completo de estúdio, The Wild Hunt, foi lançado em 19 e 20 de agosto de 2013 na Europa e nos Estados Unidos, respectivamente. Em seguida, o grupo partiu para mais uma turnê internacional que se estende até 2015.

## Integrantes
Formação atual
- Erik Danielsson - Vocal e baixo (1998-presente)
- Håkan Jonsson - Bateria (1998-presente)
- Pelle Forsberg - Guitarra (1998-presente)

Músicos de turnê
- Alvaro Lillo  -  Baixo (2007-presente)
- Set Teitan - Guitarra (2007-presente)

Membros anteriores
- C. Blom - Guitarra (1998-2000)
- Tore Stjerna - Baixo (2000-2002)
- Ynas Y. Lindskog[5][6]  - Baixo (2001-2006)

## Discografia
Álbuns
- 2000 - Rabid Death's Curse
- 2003 - Casus Luciferi
- 2007 - Sworn to the Dark
- 2010 - Lawless Darkness
- 2013 - The Wild Hunt
- 2018 - Trident Wolf Eclipse

Compactos
- 1999 - The Essence of Black Purity[7] (EP)
- 2001 - The misanthropic ceremonies (Split)
- 2010 - Reaping Death (EP)
- 2013 - All That May Bleed  (Single)
- 2013 - Fuck Off, We Murder (Single)

Álbuns ao vivo
- 1998 - Black Metal Sacrifice
- 2000 - The ritual macabre
- 2012 -  Opus Diaboli (DVD)
- 2015 - Tonight We Raise Our Cups and Toast in Angels Blood: A Tribute to Bathory[8]

Demos
- 1998 - Go Fuck Your Jewish "god"[9]
- 2000 - Rabid death's curse
- 2002 - Promo 2002